# Помгол

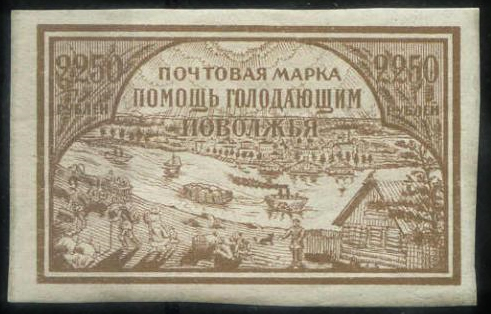
Почтово-благотворительная марка 1921 года.
«Помощь голодающим Поволжья»

Помгол (помощь голодающим) — название двух разных органов, образованных в 1921 в Советской России в связи с жестоким неурожаем, поразившим обширную территорию страны, особенно Поволжье (крестьянское население голодающих районов составляло около 30 млн человек).

## ВК Помгол

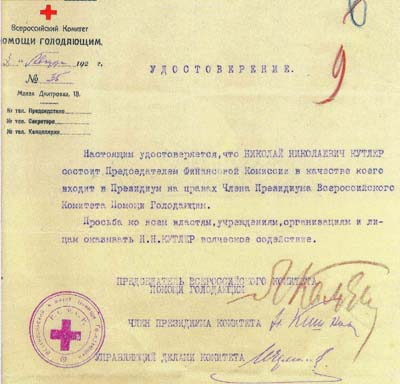
Удостоверение, выданное Н. Н. Кутлеру Всероссийским Комитетом помощи голодающим

Помгол, или ВК Помгол — общественный Всероссийский комитет помощи голодающим (ВКПГ).
На проходившем в июне 1921 года VII Всероссийском съезде «по сельскохозяйственному опытному делу» рассматривался вопрос о засухе.
22 июня в Московском обществе сельского хозяйства выступили кооператор М. И. Куховаренко и агроном профессор А. А. Рыбников, приехавшие из Саратова. Они рассказали об огромных размерах бедствия, преуменьшаемого советской печатью. На совместном заседании съезда и общества Куховаренко прочитал доклад «Неурожай Юго-Востока и необходимость государственной и общественной помощи», а известный экономист, бывший министр продовольствия Временного правительства профессор С. Н. Прокопович говорил «О засухе и борьбе с голодом». Собравшиеся решили образовать при Московском обществе сельского хозяйства общественный комитет по борьбе с голодом.
Прибегли и к другому пути. В качестве посредника был выбран Максим Горький, с которым жена Прокоповича — Е. Д. Кускова — была знакома ещё по Нижнему Новгороду.
29 июня Горький официально внёс на рассмотрение Политбюро ЦК РКП(б) предложение о создании Всероссийского комитета помощи голодающим. 21 июля ВЦИК утвердил статус общественного Всероссийского комитета помощи голодающим (Помгола). Комитет возглавил председатель Моссовета Лев Каменев, а Алексей Рыков назначен его заместителем. Почётным председателем избран писатель Владимир Короленко.
В состав Помгола вошли 12 представителей власти (Максим Литвинов, А. В. Луначарский и др.) и известные учёные и общественные деятели России:
- Максим Горький,
- бывший председатель правления Московского народного (кооперативного) банка М. И. Авсаркисов,
- В. Н. Фигнер,
- бывший председатель II Государственной думы Ф. А. Головин,
- С. Н. Прокопович и его жена Е. Д. Кускова,
- доктор и бывший член Временного правительства Н. М. Кишкин,
- профессор медицины Л. А. Тарасевич,
- дочь Л. Н. Толстого А. Л. Толстая,
- экономисты:
  - H. Н. Кутлер,
  - А. А. Нольде,
- издатель М. В. Сабашников,
- известные деятели литературы и искусства России:
  - Б. К. Зайцев,
  - П. П. Муратов,
  - М. А. Осоргин (редактор бюллетеня Помгола «Помощь»),
  - К. С. Станиславский,
  - А. И. Южин-Сумбатов,
  - Э. Л. Гуревич,
  - В. Г. Чертков,
  - В. В. Шер,
  - А. М. Эфрос,
- толстовцы:
  - П. И. Бирюков,
  - В. Ф. Булгаков,
  - Н. С. Родионов,
- президент Академии наук А. П. Карпинский,
- вице-президент Академии наук В. А. Стеклов,
- академики:
  - В. Н. Ипатьев,
  - П. П. Лазарев,
  - С. Ф. Ольденбург,
  - А. Е. Ферсман,
  - Н. С. Курнаков,
  - президент Академии материальной культуры Н. Я. Марр.

Значительную роль в Комитете играли специалисты по сельскому хозяйству и кооперации:
- А. В. Тейтель,
- Н. Е. Смирнов,
- П. Т. Саламатов,
- И. П. Матвеев,
- А. Г. Дояренко,
- Н. Д. Кондратьев,
- Д. С. Коробов,
- П. А. Садырин,
- А. И. Угримов,
- А. В. Чаянов,
- И. А. Черкасов,
- М. М. Щепкин,
- М. И. Куховаренко,
- А. П. Левицкий,
- профессора:
  - А. К. Дживелегов,
  - П. Н. Диатроптов,
  - П. А. Велихов,
  - Ф. А. Рейн,
  - В. Н. Розанов,
  - А. А. Рыбников,
  - Н. Н. Шапошников,
- доктора:
  - М. М. Гран,
  - В. А. Левицкий,
- представители религиозных конфессий:
  - меннонитов:
    - К. Ф. Кляссен,
    - П. Ф. Фрезе,

  - адвентистов:
    - А. И. Львов,

  - баптистов:
    - П. В. Павлов,
    - М. Д. Тимошенко.

Большевистские деятели рассчитывали при посредничестве Помгола получить помощь западноевропейских государств и США.
26 августа Ленин попросил Сталина поставить на Политбюро вопрос о немедленном роспуске Помгола и аресте или ссылке его лидеров, на том основании, что они будто бы «не желают работать». Он также потребовал, чтобы прессе было указано «на сотни ладов» «высмеивать и травить не реже одного раза в неделю в течение двух месяцев» его членов. В просоветской печати комитет издевательски называли «Прокукиш» — от фамилий организаторов — Прокоповича, Кусковой и Кишкина. В том же письме Ленин называет «наглейшим» предложение Нансена поставить своего человека для надзора за целевым распределением гуманитарной помощи.
В сентябре, на следующий день после того, как первая партия продовольствия от ARA поступила в Россию, и члены Помгола собрались для встречи с Каменевым, все общественники, за исключением двух человек, были арестованы ЧК и посажены на Лубянку. Через прессу их обвинили во всевозможных контрреволюционных деяниях. (Аркадий Аверченко 6 ноября напечатал в Стамбуле рассказ «Заговорщики» об очевидных методах следствия по этому делу.) Все ожидали смертной казни, но спасло вмешательство Фритьофа Нансена; выпущенные из тюрьмы, они были высланы: кто за границу, кто в отдалённые места родного отечества. Постановлением Президиума ВЦИК от 27 августа 1921 года общественная организация ВК Помгол была распущена.

## ЦК Помгол
ЦК Помгол — правительственная Центральная комиссия помощи голодающим при ВЦИК, созданная декретом ВЦИК от 18 июля и 21 июля 1921. Согласно положению о Помгол, принятому Президиумом ВЦИК 20 октября 1921, основными задачами Помгол являлись: выяснение размеров голода, рассмотрение ходатайств о признании голодающими отдельных губерний и уездов, изыскание средств для борьбы с голодом (государственных, общественных, собранных за границей), о переселении крестьян из пострадавших районов и т. д. Председателем был М. И. Калинин, членами комиссии назначались руководители наркоматов и ведомств, Центросоюза, ВЦСПС и др. организаций. В автономных республиках, губерниях, уездах, волостях РСФСР были созданы комиссии Помгол при исполкомах Советов. Помгол организовывались при ЦИК Украины, Белоруссии и др. республик. Особое внимание Помгол уделяла организации помощи крестьянам в озимом севе 1921 и яровом 1922. Советское правительство отпустило на эти цели около 55 млн пудов семян. Из государственных ресурсов и на собранные среди населения средства голодающим, в первую очередь детям, выделялись продовольствие, одежда, медикаменты. Центральная и местные комиссии Помгол были упразднены 15 октября 1922, согласно постановлению ВЦИК от 7 сентября 1922. При ВЦИК была создана Центральная комиссия по борьбе с последствиями голода (Последгол).

### Помгол и церковь
Начиная с августа 1921 года церковь обращалась к властям с просьбой разрешить образовать Церковный Всероссийский комитет и комитеты на местах, для того, чтобы церковь могла сама оказывать помощь голодающим. В декабре был получен ответ из Помгола. Винокуров предложил церкви пожертвовать из своих ценностей. Патриархом Тихоном был подготовлен проект воззвания о том, что можно жертвовать. Помголом была составлена инструкция об этом. Однако из инструкции был исключён пункт, согласно которому эти пожертвования являются добровольными.
После того как 6 (19) февраля воззвание было напечатано, 10 (23) февраля 1922 вышел декрет ВЦИК об изъятии «драгоценных предметов из золота, серебра и камней, изъятие коих не может существенно затронуть интересы самого культа».
Патриарх 15 (28) февраля 1922 г. обратился к верующим с Воззванием, ставшим впоследствии широко известным, в котором подверг осуждению вмешательство ВЦИК в дела церкви, сравнив его со святотатством..

### Муспомгол
По инициативе муфтия Галимджана Баруди была создана Комиссия Центрального духовного управления мусульман по борьбе с голодом (Муспомгол), которая должна была собирать у зарубежных единоверцев помощь голодающим мусульманам РСФСР. Обращения за помощью направляли в дружественные Советской России мусульманские страны (Турцию, Хиджаз, Персию, Афганистан), в зависимую от Москвы Бухарскую народную республику, а также к мусульманским общинам западных стран, не признававших советский режим. Деятельность Муспомгола принесла плоды: в 1922 году Персия прислала 40 тыс. пудов муки, 20 тыс. пудов риса, эмир Афганистана пожертвовал 100 тыс. пудов хлеба.